# Михайлівка (Царичанська селищна громада)
Миха́йлівка — село в Україні, у Царичанській селищній громаді Дніпровського району Дніпропетровської області. Населення за переписом 2001 року складало 440 осіб.

## Географія
Село Михайлівка знаходиться на лівому березі річки Заплавка в місці перетину її каналом Дніпро — Донбас, вище за течією на відстані 1,5 км розташоване село Гупалівка (Самарівський район), нижче за течією на відстані 2 км розташоване село Червона Орілька. Поруч проходить автомобільна дорога Т 0412.

## Археологія
У села 16 курганів.

## Історія
- Село було засноване під назвою Якимівка. Жило в селі трохи понад 150 кріпаків.
- Незадовго перед реформою 1861 року пан Єкимов продав село разом з кріпаками поміщику Василеві Ліщині-Мартиненку. Новий господар перейменував село на ім'я свого сина Михайла.

По земельній реформі селянам відійшли неродючі солончаки, а плату за них вимагали високу. Панові Поліщуку — Мартиненку належали всі рибні угіддя, річка, ліс. За користування ними селяни сплачували високу орендну плату. Панові належали найкращі землі, площею до 2000 га орної землі, а також великий фруктовий сад площею у 12 га.
У той час на території села працював цегельний завод.
В центрі села стояла церква (за радянців у ній розмістили колгоспний амбар).
Була збудована церковноприходська школа.
В 1929 році в селі Михайлівка організувалася артіль «Червоний хлібороб».
Організація колгоспу була закінчена в 1932 році.
В 1933 році колгосп перейменували в колгосп «Серп і молот», одержали першого трактора.
В часи 2-ї Світової війни загинуло понад 180 селян.
Колгосп «Серп і молот» перейменовувався в колгосп «Авангард», потім після реформування в ТОВ «Світанок». Побудовані середня школа, сільський Будинок культури, пошта, сільська бібліотека, проведена газифікація сіл, заасфальтовані дороги. Працюють два агроформування — ТОВ «Агрофірма Світанок» та СК «Дружба», розміщене Полтавське газодобувне виробництво.

## Населення

### Мова
Розподіл населення за рідною мовою за даними перепису 2001 року:
| Мова       | Кількість | Відсоток |
| ---------- | --------- | -------- |
| українська | 426       | 96.82%   |
| російська  | 14        | 3.18%    |
| Усього     | 440       | 100%     |

## Економіка
- ТОВ «Агрофірма Світанок».
- СК «Дружба».

## Об'єкти соціальної сфери
- Школа.
- Будинок культури.
- Фельдшерсько-акушерський пункт.

## Відомі люди
В селі народився Воронін Михайло Ілліч — Герой Радянського Союзу.